# Семиводний сульфат магнію
Семиводний сульфат магнію
Формула MgSO4·7H2O. Склад — магній сірчанокислий, білий кристалічний порошок, розчинний у воді. Складне, сірковмісне магнієве добриво. Одержують із природних розчинів морського типу та твердих сольових відкладень.

### Сфери застосування
Сульфат магнію, особливо у формі семиводного кристалічного сульфату магнію, застосовується у різних галузях завдяки своїм корисним властивостям та універсальності:
- Сільське господарство. У сільському господарстві сульфат магнію використовується як добриво, що забезпечує рослини необхідними макроелементами - магнієм та сіркою. Він додається до ґрунту або використовується для обприскування рослин, покращуючи їхній зріст, стійкість до стресу та врожайність.
- Садівництво. У галузі садівництва сульфат магнію застосовується для поліпшення якості та врожайності фруктових та овочевих культур. Він допомагає утримувати оптимальний рівень магнію та сірки в ґрунті, що впливає на смак, розмір та тривалість зберігання плодів.
- Лікувальні процедури. Сульфат магнію використовується у медицині для лікування різних захворювань. Він може використовуватися як лікарський препарат для зняття болю, зниження запалення та розслаблення м'язів у ваннах або при прийомі всередину.
- Косметична промисловість. У косметології сульфат магнію використовується у виробництві косметичних засобів, таких як маски для обличчя, шампуні, гелі для душу тощо. Він може бути включений як складова для очищення шкіри, зменшення запалення та зволоження шкіри.
- Промисловість. У промисловості сульфат магнію використовується для виробництва барвників, паперу, текстилю та інших хімічних продуктів. Він також може використовуватися для зменшення харчових відходів та утилізації відпрацьованих матеріалів.

## Джерело
- Семиводний сульфат магнію